# Qualificazioni alla Coppa delle nazioni africane 2019 - Gruppo K

## Classifica
| Pos. | Squadra       | Pt | G | V | N | P | GF | GS | DR |
| ---- | ------------- | -- | - | - | - | - | -- | -- | -- |
| 1.   | Guinea-Bissau | 9  | 6 | 2 | 3 | 1 | 8  | 7  | +1 |
| 2.   | Namibia       | 8  | 6 | 2 | 2 | 2 | 5  | 7  | -2 |
| 3.   | Mozambico     | 8  | 6 | 2 | 2 | 2 | 7  | 7  | 0  |
| 4.   | Zambia        | 7  | 6 | 2 | 1 | 3 | 8  | 7  | +1 |

## Risultati
| Arbitro: | Gomes |

|  |           |            |
|  | Marcatori | 90’ Ratifo |

| Arbitro: | Larye |

|           |           |  |
| Gomes 23’ | Marcatori |  |

| Arbitro: | Heeralall |

|                               |           |                        |
| Zainadine 43’ Reginaldo 90+2’ | Marcatori | 51’ Embalo 90+7’ Mendy |

| Arbitro: | Ephrem Zio |

|              |           |              |
| Shilongo 79’ | Marcatori | 90+2’ Shonga |

| Arbitro: | Hagi |

|                      |           |           |
| Sunzu 17’ Shonga 52’ | Marcatori | 80’ Mendy |

| Arbitro: | de Carvalho |

|           |           |                          |
| Mexer 28’ | Marcatori | 69’ Shitembi 90+3’ Hotto |

| Arbitro: | Ntale |

|                            |           |            |
| Sunzu 53’ (aut.) Silva 62’ | Marcatori | 13’ Shonga |

| Arbitro: | Ganamandji |

|               |           |  |
| Shalulile 73’ | Marcatori |  |

| Windhoek 17 novembre 2018, ore 16:00 UTC+2 | Namibia              | 0 – 0 referto | Guinea-Bissau | Sam Nujoma Stadium\| Arbitro: \| Noureddine El Jafari \| |
| Arbitro:                                   | Noureddine El Jafari |               |               |                                                          |

| Arbitro: | Joshua Bondo |

|               |           |  |
| Reginaldo 63’ | Marcatori |  |

| Arbitro: | Sadok Selmi |

|                         |           |                           |
| Piqueti 13’ Mendy 90+4’ | Marcatori | 48’ Ratifo 89’ Divrassone |

| Arbitro: | Bernard Camille |

|                                           |           |               |
| Mulenga 13’, 82’ Malama 55’ Kambole 90+2’ | Marcatori | 90’ Shalulile |